# 郝定豹蛛
郝定豹蛛（学名：Pardosa hedini）为狼蛛科豹蛛属的动物。分布于日本以及中国大陆的河北、甘肃、黑龙江、吉林、山东、福建、河南、陕西、甘肃、贵州、云南、浙江等地，一般生活于旱作农田。该物种的模式产地在甘肃。